# 뇌샤텔주
뇌샤텔주(프랑스어: Neuchâtel)는 스위스 서부에 있는 프랑스어권의 주이다. 2007년 인구는 169,782명으로 이중 39,654명(23.4%)이 외국인이다. 수도는 뇌샤텔이다.

## 역사
현재 스위스에서 공국으로 연방에 들어간 유일한 지역 (1814년)인 뇌샤텔은 독특한 역사를 가지고 있다. 부르고뉴의 최초로 기록된 통치자 루돌프 3세는 1032년에 그의 의지로 뇌샤텔을 언급했다. 페니스(하젠부르크)의 울리히 백작 왕조는 1034년에 마을과 그 영토를 점령했다. 왕조는 번영했고, 1373년까지 현재 주의 일부인 모든 땅은 카운트에 속했다. 1405년, 베른과 뇌샤텔의 도시들은 연합에 들어갔다. 뇌샤텔의 땅은 14세기 후반에 프라이부르크의 체링겐 영주에게 상속으로 상속된 것으로, 뇌샤텔의 백작 부인인 엘리사벳으로부터 조카들에게 상속된 후, 1458년에는 바덴 가문에 속한 소센부르크의 마그레이브스로 넘어갔다.
그들의 상속인, 하히베르크-자우젠베르크의 요한나와 그녀의 남편 오를레앙의 루이 1세, 롱그빌의 공작은 1504년에 그것을 상속받았으며, 그 후 오를레앙-롱그빌(발루아-두노아)의 프랑스 집. 뇌샤텔의 스위스 동맹국들은 1512년부터 1529년까지 그것을 점령한 후 과부 백작 부인에게 돌려보냈다.
프랑스 설교자 기욤 파렐은 1530년에 개신교 종교개혁의 가르침을 그 지역으로 가져왔다. 따라서 1707년 마리 도르레앙스-롱구에빌의 죽음으로 올레앙스-롱구에빌의 가문이 멸족되었을 때, 뇌샤텔은 개신교인이었고, 카톨릭 통치자에게 넘어가지 않으려 했다. 잔느 드 로셀린의 합법적인 상속녀는 카톨릭 신자인 레츠의 공작부인 파울레 드 곤디였다. 뇌샤텔의 사람들은 열다섯 명의 청구인 중에서 마리 공주의 후계자를 선택했다. 그들은 무엇보다도 그들의 새로운 왕자가 개신교인이 되기를 원했고, 또한 그들의 영토를 보호할만큼 충분히 강해지기를 원했지만, 그들 자신의 장치에 남겨 둘 수 있을만큼 멀리 떨어져 있기를 원했다. 프랑스의 루이 14세 왕은 많은 프랑스 선구자들을 적극적으로 칭호로 승진시켰지만, 1708년 최종 결정에서 뇌샤텔루아 사람들은 잔느 드 로텔린의 후손조차하지 않은 오렌지 하우스와 나소를 통해 다소 복잡한 방식으로 자신의 권리를 주장한 프로이센의 개신교 왕 프레드리히 1세에게 유리하게 그들을 넘겨주었다.
프리드리히 1세와 그의 후계자들은 1708년부터 1806년까지 그리고 1814년부터 1857년까지 프로이센과 개인적으로 연합하여 뇌샤텔 공국을 통치했다. 나폴레옹 보나파르트는 프로이센의 프리드리히 빌헬름 3세 왕을 뇌샤텔의 왕자로 임명하고 대신 그의 참모총장 루이 알렉상드르 베르티에를 임명했다. 1807년부터 공국은 나폴레옹의 대육군에게 레인저 대대를 제공했다. 레인저들은 노란색 유니폼 때문에 카나리 (즉, 카나리아)라는 별명을 붙였다.
해방 전쟁 후 공국은 1814년 프리드리히 빌헬름 3세로 복원되었다. 국무원(즉 뇌샤텔 정부)는 1814년 5월에 그의 위엄을 위해 특별 대대인 엽기병 보병대대를 설립할 수 있는 허가를 요청했다. 프리드리히 빌헬름 3세는 1814년 5월 19일 파리에서 발행된 그의 "가장 최고 내각 명령"(Allerhöchste Cabinets-Ordre, A.C.O.)에 의해 설립되었으며, 바테일론 데 티레일루르스 드 라 가르드는 대육군 내의 뇌샤텔 대대와 동일한 원칙을 따랐다. 뇌샤텔의 국무원은 대대의 장교에 대한 지명의 권리를 가지고 있었다. 사령관은 군주가 선택한 대대의 유일한 장교였다.
일년 후 그는 공국이 스위스 연방에 가입하도록 허용하기로 동의했고, 그 다음에는 아직 통합 연맹이 아니라 연합국이 정회원으로 가입하기로 동의했다. 따라서 뇌샤텔은 그렇지 않으면 완전히 공화주의 스위스 주에 합류한 최초이자 유일한 군주제가 되었다. 이 상황은 1848년 평화혁명이 일어나 공화국을 세웠을 때, 현대 스위스 연방이 연방으로 변모한 해에 바뀌었다. 프로이센의 프레리리히 빌헬름 4세 왕은 즉시 양보하지 않았고, 반혁명에 대한 몇 가지 시도가 일어났으며, 1856-57년의 뇌샤텔 위기에서 절정에 달했다. 1857년, 프레리리히 빌헬름은 마침내 이 지역에 대한 군주제의 주장을 포기했다.

## 지리

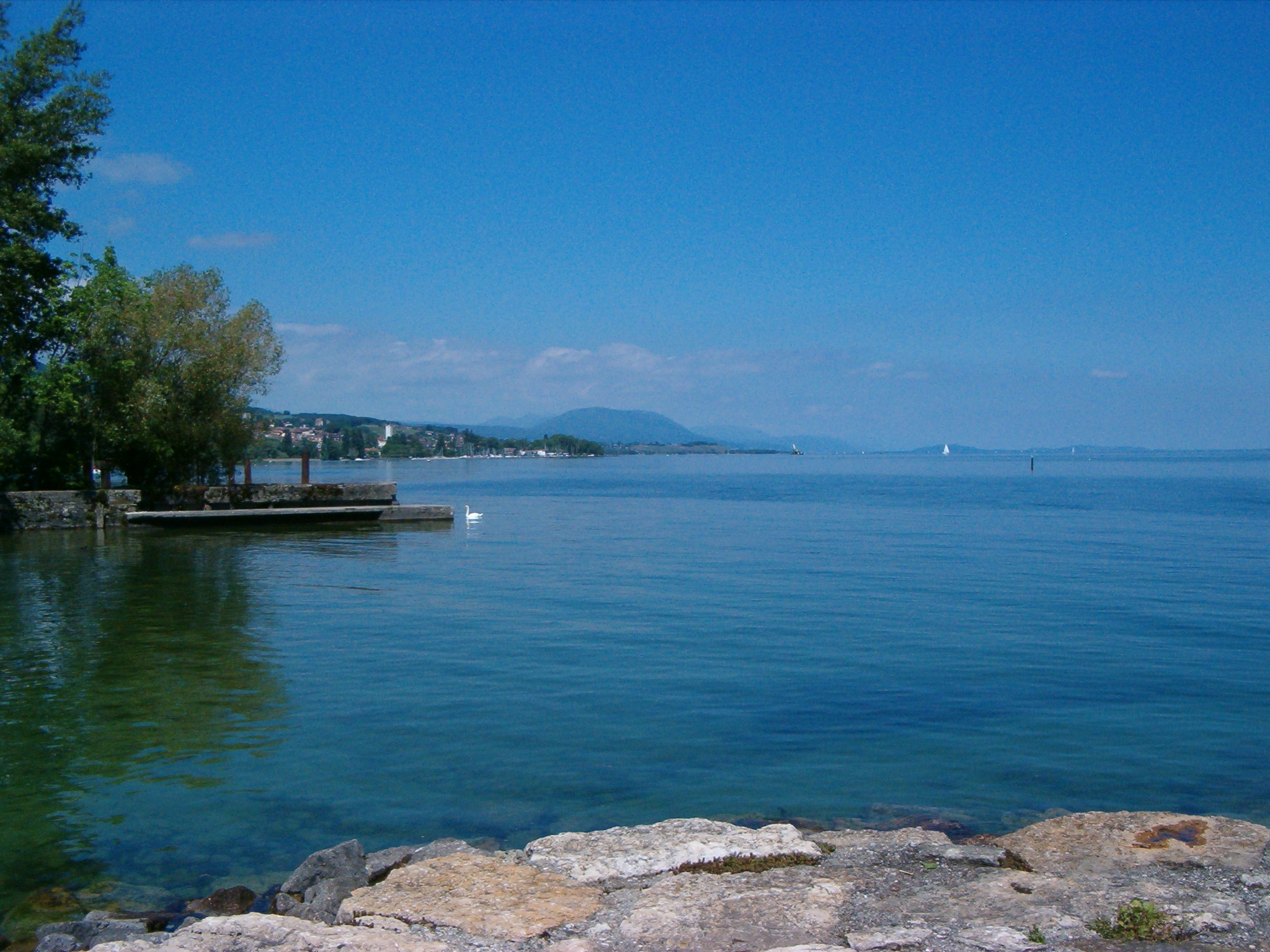
북쪽 해안에서 보마르쿠스의 항구인 뇌샤텔 호수의 모습

뇌샤텔의 주는 스위스의 서쪽 부분인 로만디에 위치하고 있으며, 쥐라산맥 지역에도 위치하고 있다. 북동쪽으로 그것은 베른의 주, 북서쪽 프랑스 (부르고뉴-프란체-콤테)와 접해 있다. 뇌샤텔 호수는 주의 남동쪽에 자리 잡고 있으며, 보주는 뇌샤텔주의 남서쪽에 있다. 주는 쥐라산맥의 중앙 지역에 자리 잡고 있다. 뇌샤텔 호수는 남쪽의 땅을 배수하고 두강은 북부 지역을 배수한다.
주는 일반적으로 세 지역으로 나뉜다. 포도 재배 지역은 호수를 따라 위치하고 있다. 그 이름은 거기에서 발견된 많은 포도원에서 파생되었다. 레발레라고 불리는 지역은 더 북쪽에 있다. 뇌샤텔의 주에서 가장 큰 두 개의 계곡(뤼 계곡과 트라베르 계곡)은 이 지역에 있다. 두 계곡 모두 약 700m에 있다. 그러나 주의 가장 높은 지역은 900m에서 1,065m까지의 뇌샤텔루아 산맥이다. 이 지역은 라쇼드퐁, 르로클 및 라브레빈의 긴 계곡으로 이루어져 있다.

## 정부
뇌샤텔은 여성에게 투표권 (1959)을 부여하고 거주 허가를 소지하고 적어도 5년 (2002) 동안 주에 거주한 외국인에게 투표를 부여하고 투표연령을 18로 낮추는 스위스 최초의 주 중 하나였다.
입법부인 뇌샤텔 대의회는 선거 선거구를 구성하는 6개 선거구의 인구에 비례하여 115석을 차지하고 있다: 뇌샤텔(35석), 부드리(25석), 트라베르 계곡(8석), 발드루즈(10석), 르로클(10석), 라 챈크스 데 폰즈(27석). 국무원 (주 정부), 차례로 연례 대통령직을 맡고 법무부, 보건 및 안전 부서를 관리하는 다섯 명의 "장관(금융 및 사회 복지, 공공경제, 지역 관리, 교육과 문화). 뇌샤텔성에 자리를 잡은 주 당국은 보편적인 참정권에 의해 4년마다 선출된다.
국민들은 또한 4년마다 연방 의회에 그들의 대표자들을 선출한다: 200명의 국회의원 중 다섯 명(하원)과 46명의 국회의원 중 두 명(상공회의소).

## 행정구역

### 구

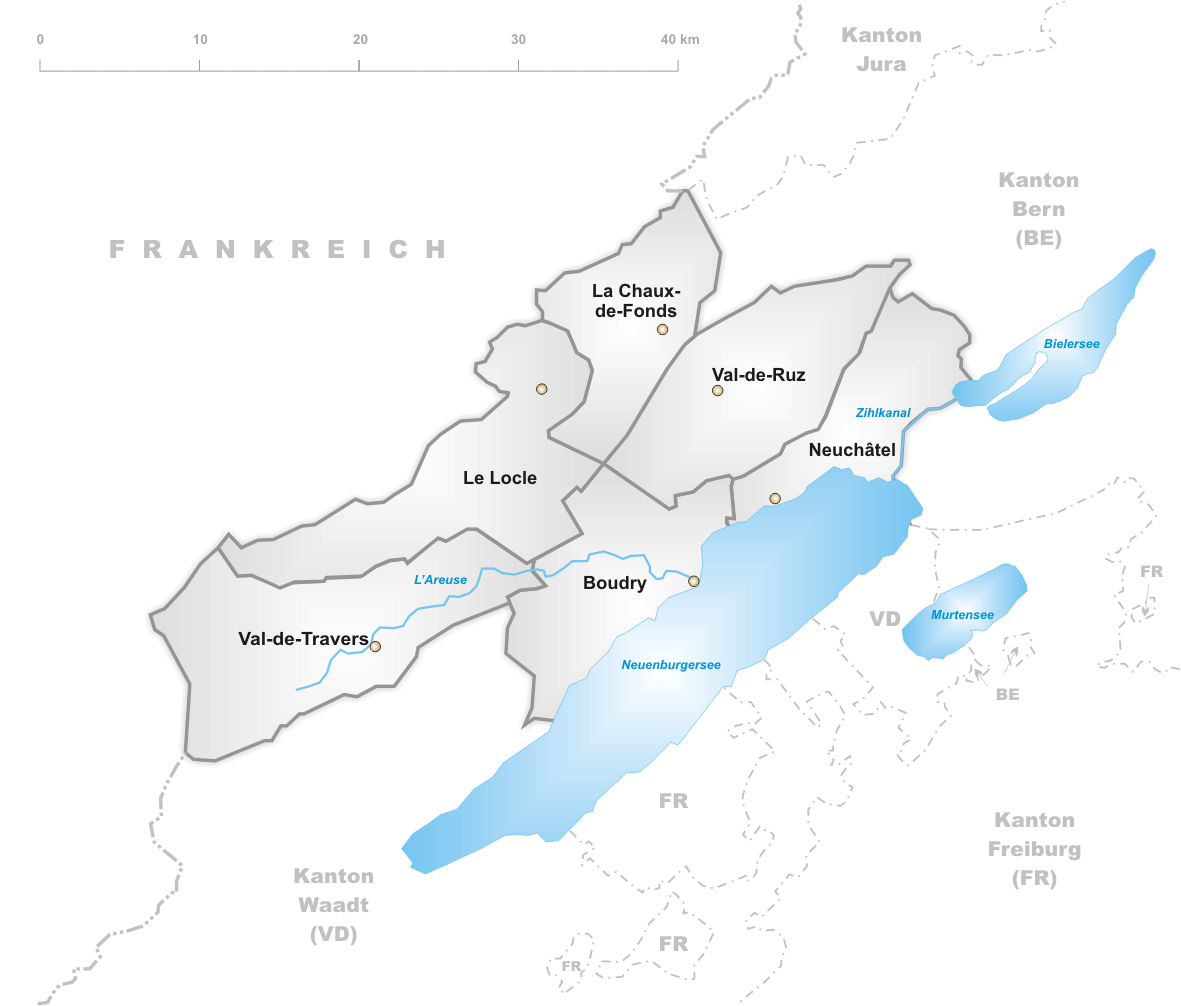
뇌샤텔주의 구

2018년까지 주는 6개 지구로 나뉘었다. 2018년 1월 1일 지구는 해산되었고, 모든 지자체는 주 바로 아래에 배치되었다.
- 부드리구 – 부드리
- 라쇼드퐁구 - 라쇼드퐁
- 르로클구 - 르로클
- 뇌샤텔구 - 뇌샤텔
- 발드뤼구 – 세르니에
- 발드트라베르구 - 발드트라베르

### 지방자치체
주요 기사: 뇌샤텔의 주의 자치제
2021년 기준, 주에는 27개의 지자체가 있다.

## 인구통계

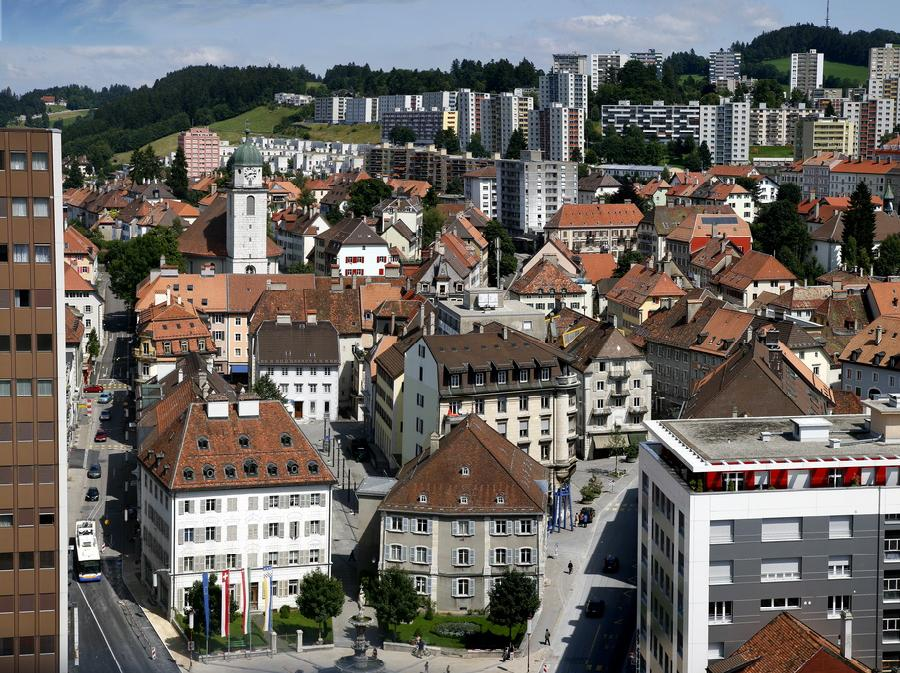
주에서 가장 인구가 많은 라쇼드퐁

인구는 거의 전적으로 프랑스어를 사용한다. 주는 역사적으로 강하게 개신교였지만, 최근 수십년 동안 로마 카톨릭이 유입되었고, 특히 포르투갈과 이탈리아에서 유입되었다. 2000년 인구는 개신교 (38%)와 로마 카톨릭 (31%)으로 밀접하게 나뉘었다.
2020년 기준, 175,894명의 주민이 뇌샤텔의 호수의 해안을 감싸고 있는 많은 작은 마을과 마을 사이에 상당히 균등하게 분포되어 있다. 평균 인구 밀도는 k㎡ 당 209명이다. 뇌샤텔 (2020년 인구 : 33,455명)은 주의 수도이며 라쇼드퐁 (2020년 인구 : 36,915명)는 주에서 가장 큰 정착지이다. 주민의 약 38,000명, 또는 인구의 분기보다 약간 적은 사람들이 외국 출신이다.

### 역사적 인구
역사적인 인구는 다음 표에 나와 있다.
| 과거 인구 | 과거 인구 | 과거 인구 | 과거 인구  | 과거 인구   |
| 년도      | 전체 인구 | 스위스    | 비스위스계 | 전국 점유율 |
| --------- | --------- | --------- | ---------- | ----------- |
| 1850      | 70,753    | 65,773    | 4 980      | 3.0%        |
| 1880      | 102,744   | 93,791    | 8,953      | 3.6%        |
| 1900      | 126,279   | 113,090   | 13,189     | 3.8%        |
| 1950      | 128,152   | 121,357   | 6,795      | 2.7%        |
| 1970      | 169,173   | 132,478   | 36,695     | 2.7%        |
| 2000      | 167,949   | 129,377   | 38,572     | 2.3%        |
| 2020      | 175,894   |           |            | 2.0%        |

## 경제
뇌샤텔주는 뇌샤텔 호수 해안을 따라 재배되는 와인과 압생트로 잘 알려져 있다. 발드트라베르스는 압생트의 발상지로 유명하며, 현재 스위스와 전 세계적으로 다시 합법화되었다. 계곡에는 낙농과 가축 사육이 있지만, 뇌샤텔은 말 번식에 훌륭한 평판을 가지고 있다. 시계 제조는 주에서 잘 정립되어 있으며, 최근에는 훌륭한 역학과 마이크로칩 생산이 확립되고 있다. 고등 교육 기관으로는 Haute école Arc (베른, 쥐라 및 뇌샤텔을 대표)와 뇌샤텔 대학교가 있다.